# Хаданийский сапотекский язык
Хаданийский сапотекский язык (Eastern Pochutla Zapotec, Xadani Zapotec, Zapoteco de Santa María Xadani) — сапотекский язык, на котором говорят в 15 городах (муниципалитетах): Канделария-Лохича, Плума-Идальго, Сан-Агустин-Лохича, Сан-Балтасар-Лохича, Сан-Бартоломе-Лохича, Сан-Матео-Пиньяс, Сан-Мигель-дель-Пуэрто, Сан-Педро-Почутла, Сан-Педро-эль-Альто, Санта-Катарина-Лохича, Санта-Мария-Колотепек, Санта-Мария-Тонамека, Санта-Мария-Уатулько, Санта-Мария-Хадани и Санто-Доминго-де-Морелос округа Почутла штата Оахака в Мексике.